# Sint-Willibrordus (Tranvía de Amberes)
La estación de Sint-Willibrordus es una estación de la red de Tranvía de Amberes, perteneciente a la sección del premetro. Actualmente, se encuentra fuera de servicio .
Se encuentra en el túnel noreste de la red, bajo la Kerkstraat.

## Presentación
El primer nivel contiene las máquinas dispensadoras. El segundo contiene el andén hacia Zegel y Schijnpoort.

## Futuro
De Lijn anunció en 2015 un estudio para valorar la viabilidad de la apertura de la estación.